# Grofija Marche
Grofija Marche (francosko Comté de la Marche) je nekdanja srednjeveška grofija v Franciji, danes pretežno ozemlje departmaja Creuse; manjši del je v departmaju Haute-Vienne (okrožje Bellac), nekaj občin pa leži še v departmajih Vienne in Charente.
Grofija je nastala kot posledica nekakšnega varovalnega pasu - od tod tudi njeno ime - med ozemlji grofov Poitouja in Akvitanije ter posestvi francoskega kralja, verjetno sredi 10. stoletja, ko je bila kot samostojni fevd s strani akvitanskega vojvoda Viljema III. predana enemu od njegovih vazalov Bosu, ki je prevzel naslov grofa la Marche. V 12. stoletju se je naziv prenesel na rodbino Lusignan, kasneje so ga imeli v posesti tudi grofje Angoulêmski in grofje Limousina.
S smrtjo grofa Guya v letu 1308 je posestva grofije zasegel francoski kralj Filip IV. in jih osem let kasneje dal za apanažo najmlajšemu sinu, kasnejšemu kralju Francije in Navare Karlu IV.. Leta 1327 je ozemlje prešlo v roke Bourbonov, od 1435 do 1477 je bilo v lasti rodbine Armagnac, nato pa ponovno v rokah Bourbonov. 
Leta 1527 je grofijo zasedel Franc I., ko je postala domena francoske krone in razdeljena na Haute Marche in Basse Marche, vse do francoske revolucije pod jurisdikcijo pariškega parlamenta.

## Grofje la Marche

### Rodbina Marche
- Boso I. le Vieux (stari), grof la Marche in Périgorda (958-988)
- Aldebert I., grof la Marche in Périgorda (988-997)
  - Boso II., grof la Marche in Périgorda (988-1010)
- Bernard I. (1010-1041)
  - hči Almodis, poročena s Hugom V. Lusignanom, njun sin Hugo VI. je kasneje po njej podedoval grofijo la Marche.
- Aldebert II. (1047-1088)
- Boso III. (1088-1091)
  - Eudes I., sin Bernarda I., verjetno vladal kot regent nečaku Bosu III. (1088)

### Rodbina Lusignan
- Hugo VI. Lusignan, sin Huga V. Lusignana in Almodis (1091-1102)
- Hugo VII. (1102-1151)
- Hugo VIII. (1151-1165)
- Hugo IX. (1203-1219)
- Hugo X. (1219-1249)
- Hugo XI. (1249-1260)
- Hugo XII. (1260-1275)
- Hugo XIII. (1270-1303)
- Guy Lusignan, grof Angoulêma (1303-1308)
- Jolanda Lusignan (1308-1314)

### Kapetingi
- Karel IV. (1314-1322)
- ob nastopu kraljevanja je grofijo Marche v zameno za grofijo Clermont predal Ludviku I. Bourbonu

### RodbinaKapetingi-Bourboni
- Ludvik I. Bourbon (1322-1342)
- Peter I. Bourbon (1342-1356)
- Jakob I. Bourbon (1356-1362)
- Peter II. Bourbon (1362)
- Janez I. Bourbon (1362-1393)
- Jakob II. Bourbon (1393-1438), poročen z Ivano II. Neapeljsko

### RodbinaArmagnac
- Bernard d'Armagnac, grof Pardiaca in la Marche, vojvod Nemoursa (1438-1462) (po njegovi ženi Eleanori, hčeri Jakoba II. Bourbona)
- Jacques d'Armagnac, grof Pardiaca in la Marche, vojvod Nemoursa (1462-1477)
- leta 1477, je bil Jacques d'Armagnac obtožen izdaje, njegova ozemlja je zasegel francoski kralj Ludvik XI..

### Rodbina Kapetingi-Bourboni
- Peter II. Bourbon (1477-1503)
- Karel III. Bourbon, grof Montpensiera, Beaujeuja, Marche in Foreza (1505-1525)